# أناتولي موروزوف (عالم)
أناتولي أليكسيفيتش موروزوف (بالروسية: Анатолий Алексеевич Морозов)(بالكرونية: Анатолій Олексійович Морозов) مواليد 1939 مايو 9 عالم أوكراني في مجال السيبراتية. وهو عضو كامل في الأكاديمية الوطنية للعلوم في أوكرانيا، وعضو كامل (أكاديمي) في الأكاديمية الدولية لعلوم المعلومات وأكاديمية العلوم التكنولوجية في روسيا ورئيس أكاديمية العلوم التكنولوجية في أوكرانيا.

## النشأة والتعليم
وُلِد موروزوف في كييف في جمهورية أوكرانيا الاشتراكية السوفياتية التابعة للاتحاد السوفيتي ، في أوكرانيا الحالية . تلقى تعليمه في معهد كييف للفنون التطبيقية وكان طالبًا وأتباعًا لفيكتور جلوشكوف . من عام 1961 إلى عام 1992 عمل في معهد علم التحكم الآلي في كييف. ومنذ ذلك الحين يعمل في معهد الآلات الرياضية ومشكلات النظم.

## أعمال بارزة
كان اناتولي موروزوف هو المصمم الرئيسي لنظام التحكم الآلي لمشروع تصنيع لفيف، تحت إشراف جلوشكوف. في عام 1970 حصل جلوشكوف ومطورو لفيف على جائزة الدولة للجمهورية الاشتراكية الأوكرانية.

## الأوسمة والجوائز
حاصل على العديد من الجوائز والتكريمات الحكومية ، منها ما يلي:
1- عضو كامل العضوية الأكاديمية الوطنية للعلوم في أوكرانيا
2- جائزة الدولة لاتحاد الجمهوريات الاشتراكية السوفياتية ثلاث مرات .
3- وسام الاستحقاق من الدرجة الثالثة.

## روابط خارجية
ناتولي أ.موروزوف على موقع معهد مشكلات الأنظمة والآلات الرياضية